# Capilla de San Blas (Nules)
La capilla de San Blas, es un edificio religioso, datado del siglo XIV, reedificada en el siglo XVIII, que se encuentra en la calle San Blas de Nules, en la comarca de la Plana Baja, que está catalogado como Bien de Relevancia Local según la Disposición Adicional Quinta de la Ley 5/2007, de 9 de febrero, de la Generalitat, de modificación de la Ley 4/1998, de 11 de junio, del Patrimonio Cultural Valenciano (DOCV Núm. 5.449 / 13/02/2007), con código 12.06.082-004.

## Historia
La Capilla se remonta al siglo XIV, cuando Gilaberto Centelles, que era el señor de Nules, dejó escrito en su testamento de 1365 la fundación de una capellanía con la invocación de san Juan. Esta capilla fue sede de la antigua Cofradía de la Sangre en sus inicios mientras que más tarde, al construirse la iglesia de la Sangre, la sede se reubicó en este nuevo templo. La capilla se construyó en una calle conocida como "Carrer de l'hospital" hasta el siglo XVI. En 1721 se reedificó la antigua capilla, siguiendo las pautas del estilo barroco, que se dedicó a San Blas, que a la vez daría nombre a la calle.
Este inicio relacionado con la cofradía de la Sangre es el motivo por el que una figura de Cristo, antiguamente articulada, que era utilizada en las representaciones del descendimiento, hasta que fueron prohibidas, y convertida en yacente, se conserva en la Capilla de San Blas que es realmente el antiguo oratorio del Hospital anexo, que en la actualidad es sede de un Centro de la Tercera Edad.

## Descripción artística
El edificio de la capilla de San Blas está adosado a otros edificios por todos sus lados excepto por la fachada, la cual presenta un zócalo y se remata con una espadaña barroca. Presenta una puerta de acceso al templo con forma de rectángulo con dintel y mirilla enrejada. Por encima de la puerta se abre una ventana de formas semejantes a la puerta.
En su interior se puede contemplar un retablo barroco en el que en la hornacina central se sitúa una imagen del santo de la advocación de la capilla, mientras que a los pies existe una urna acristalada en la que se encuentra el Cristo Yacente proveniente del antiguo hospital.